# Antha grata
Antha grata là một loài bướm đêm trong họ Noctuidae.